# Fotbal Club Florești
Il Fotbal Club Florești è una società calcistica moldava con sede nella città di Florești. Milita nella Liga 1, la seconda serie del campionato moldavo.

## Storia
Fondata nel 2003, solo nel 2008 diventa un club semi-professionistico, quando ha preso parte alla Divizia B, terzo livello calcistico moldavo.
Il club ha avuto un maggiore sviluppo a partire dal 2015, arrivando due anni dopo a vincere la Divizia B e ottenere la promozione nella Divizia A. Nel 2019 vinche anche il campionato cadetto ed arriva la prima, storica promozione in Divizia Națională.
Rimane nel massimo campionato nazionale fino al 2022, quando viene estromesso dal campionato per attività illecite riguardanti scommesse sportive.
La stagione successiva, ritornato in cadetteria, il club punta subito alla promozione in massima serie. Piazzatosi secondo nella fase finale Liga 1 e arrivato semifinalista nei play-off, il club viene tuttavia ammesso alla Super Liga complice la mancata immissione al campionato della Dinamo-Auto.

## Palmarès

### Competizioni nazionali
- Campionato moldavo di terza divisione: 1

2017
- Campionato moldavo di seconda divisione: 1

2019, 2023-2024